# Obasi-Nsi Corona
L'Obasi-Nsi Corona è una struttura geologica della superficie di Venere.